# أرض الماء
ووترلاند (بالإنجليزية: Waterland)‏ هي رواية من تأليف غراهام سويفت صدر سنة 1989. تعد ثالث رواية صدرت له وترشحت لجائزة بوكر الأدبية.

## روابط خارجية
- أرض الماء على موقع الموسوعة البريطانية (الإنجليزية)

- Waterland Study Guide by Graham Swift
- Graham Swift's Waterland